# Gdzie się podziała Carmen Sandiego?
Gdzie się podziała Carmen Sandiego? (ang. Where on Earth Is Carmen Sandiego?, 1994–1999) – amerykański serial animowany. 

## Fabuła
Serial opowiada o najsławniejszej na świecie złodziejce - Carmen Sandiego - która wraz ze wspólnikami kradnie punkty określające kierunki na ziemi. Tropem Carmen podążają Ivy i Zack, szpiedzy pracujący dla agencji detektywistycznej ACME. Ich celem jest odzyskanie punktów skradzionych przez Sandiego.

## Obsada (głosy)
- Rita Moreno jako Carmen
- Rodger Bumpass jako Szef
- Jennifer Hale jako Ivy
- Scott Menville jako Zack

## Spis odcinków
| N/o            | Polski tytuł | Angielski tytuł                                 |
| -------------- | ------------ | ----------------------------------------------- |
|                |              |                                                 |
| SERIA PIERWSZA |              |                                                 |
|                |              |                                                 |
| 01             |              | The Stolen Smile                                |
|                |              |                                                 |
| 02             |              | A Higher Calling                                |
|                |              |                                                 |
| 03             |              | Dinosaur Delirium                               |
|                |              |                                                 |
| 04             |              | Moondreams                                      |
|                |              |                                                 |
| 05             |              | By a Whisker                                    |
|                |              |                                                 |
| 06             |              | The Good Old, Bad Old Days                      |
|                |              |                                                 |
| 07             |              | Rules of the Game                               |
|                |              |                                                 |
| 08             |              | Music to My Ears                                |
|                |              |                                                 |
| 09             |              | Chapter and Verse                               |
|                |              |                                                 |
| 10             |              | The Play's the Thing                            |
|                |              |                                                 |
| SERIA DRUGA    |              |                                                 |
|                |              |                                                 |
| 11             |              | A Date With Carmen                              |
| 12             |              | A Date With Carmen                              |
|                |              |                                                 |
| 13             |              | Split Up                                        |
|                |              |                                                 |
| 14             |              | Skull and Double-Crossbones                     |
|                |              |                                                 |
| 15             |              | Scavenger Hunt                                  |
|                |              |                                                 |
| 16             |              | Hot Ice                                         |
|                |              |                                                 |
| 17             |              | All For One                                     |
|                |              |                                                 |
| 18             |              | When It Rains                                   |
|                |              |                                                 |
| 19             |              | Déjà Vu                                         |
|                |              |                                                 |
| 20             |              | Boyhood's End                                   |
| 21             |              | Boyhood's End                                   |
|                |              |                                                 |
| SERIA TRZECIA  |              |                                                 |
|                |              |                                                 |
| 22             |              | The Tigress                                     |
|                |              |                                                 |
| 23             |              | The Remnants                                    |
|                |              |                                                 |
| 24             |              | Curses, Foiled Again                            |
|                |              |                                                 |
| 25             |              | Birds of a Feather                              |
|                |              |                                                 |
| 26             |              | Shaman Spirits                                  |
|                |              |                                                 |
| 27             |              | Follow My Footprints                            |
|                |              |                                                 |
| 28             |              | Labyrinth, Part 1                               |
|                |              |                                                 |
| 29             |              | Labyrinth, Part 2: Woman of the Year, 2101      |
|                |              |                                                 |
| 30             |              | Labyrinth, Part 3: When In Rome                 |
|                |              |                                                 |
| 31             |              | Just Like Old Times                             |
|                |              |                                                 |
| SERIA CZWARTA  |              |                                                 |
|                |              |                                                 |
| 32             |              | The Trial of Carmen Sandiego                    |
|                |              |                                                 |
| 33             |              | Trick or Treat                                  |
|                |              |                                                 |
| 34             |              | Retribution, Part 1: Unsinkable Carmen Sandiego |
|                |              |                                                 |
| 35             |              | Retribution, Part 2: In Memoriam                |
|                |              |                                                 |
| 36             |              | Retribution, Part 3: Maelstrom's Revenge        |
|                |              |                                                 |
| 37             |              | Timing is Everything                            |
|                |              |                                                 |
| 38             |              | Cupid Sandiego                                  |
|                |              |                                                 |
| 39             |              | Can You Ever Go Home Again                      |
| 40             |              | Can You Ever Go Home Again                      |
|                |              |                                                 |

Źródło:.